# Neo Jie Shi
Neo Jie Shi (chinesisch 梁潔詩; * 20. Mai 1985 in Singapur) ist eine Marathonläuferin aus Singapur.

## Karriere
2015 belegte sie bei den Südostasienspielen den achten Platz im Marathon. Dort stellte sie auch ihre Bestleistung auf. 2016 vertrat Neo Jie Shi ihr Land im Marathon bei den Olympischen Spielen in Rio de Janeiro. Sie beendete den Lauf in einer Zeit von 3:15:18 h auf dem 131. Platz.

## Persönliche Bestzeiten
- Marathon: 3:06:27 h, 12. Februar 2017 in Taipeh